# Jeremiasz z Al-Amchit
Jeremiasz z Al-Amchit (Jeremiasz II Al-Amchit,) - duchowny katolicki kościoła maronickiego, w latach 1199-1230 34. patriarcha tego kościoła - "maronicki patriarcha Antiochii i całego Wschodu". W 1215 brał udział w Soborze Laterańskim IV. W 1216 papież Innocenty III uznał go oficjalnie na stanowisku patriarchy antiocheńskiego. 